# Dezső Gábor

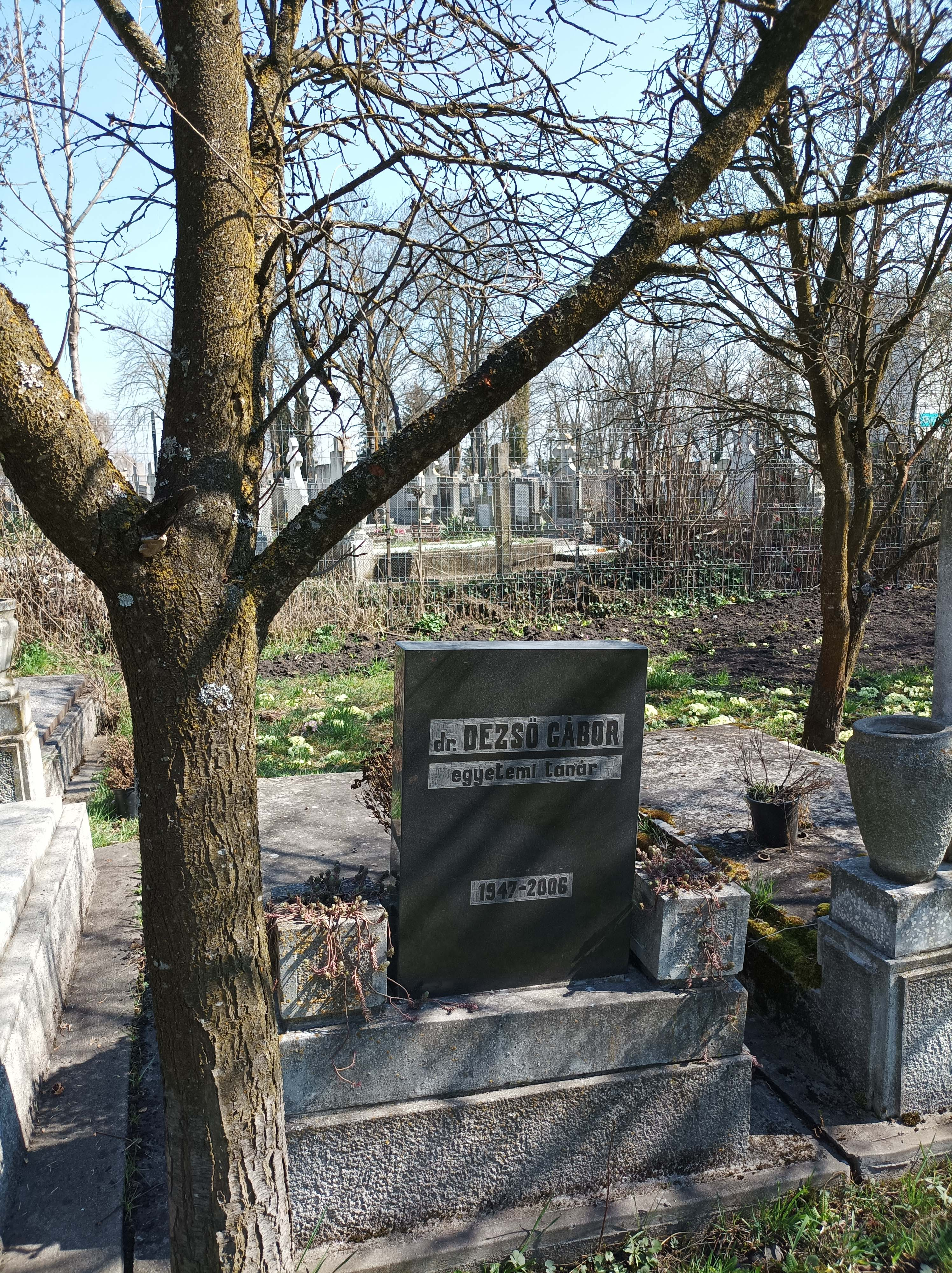
Sírja a kolozsvári Sólyom utcai zsidó temetóben

Dezső Gábor (Kolozsvár, 1947. május 27. – Kolozsvár, 2006. február 16.) erdélyi matematikus, egyetemi docens, Dezső Ervin fia.

## Élete és munkássága
Kolozsváron járt iskolába. 1970-ben végzett a Babeș–Bolyai Tudományegyetem matematika szakán. Tanári pályafutását a várfalvi általános iskolában kezdte, majd 1975–1978 között a kolozsvári 12-es Számú Líceumban folytatta. 1978-tól a kolozsvári műszaki egyetemen tanársegéd, 1990-től adjunktus. 1998-ban átkerült a Babeş–Bolyai egyetemre, ahol a matematika módszertanát tanította, később pedig gazdasági matematikát. 2000-ben doktorált differenciálegyenletekből. 2005-től a közgazdasági karon docens 2006. február 16-án bekövetkezett haláláig. Autóbalesetben halt meg. Sírja az kolozsvári új zsidó temetőben van.
A Matematikai Lapok szerkesztő bizottságának tagja, a Radó Ferenc Matematikaművelő Társaság alelnöke, a kolozsvári Bolyai Társaság titkára volt.

## Könyvei
- Dezső Gábor, Lázár József: Variációszámítás a fizikában és a technikában, Antenna sorozat, Dacia Könyvkiadó, Kolozsvár, 1988.
- Dezső Gábor, Matematika közgazdászoknak, Ábel Kiadó, Kolozsvár, 2002. ISBN 9738239397
- Dezső Gavrilă Ştefan: Ecuaţii hiperbolice cu argument modificat. Tehnica punctului fix, Presa Universitară Clujeană, Cluj-Napoca, 2003.
- Dezső Gábor: A gazdasági matematika alapjai, Ábel Kiadó, Kolozsvár, 2004. ISBN 9738239974

## Fontosabb cikkei
- Dezső G.: On a Darboux-type problem for a third order hyperbolic equation Pure Math. Appl. 15 (2004), no. 2-3, 127–133.
- Dezső, G.: The Darboux-Ionescu problem for a third order hyperbolic equation with modified argument, Automat. Comput. Appl. Math. 11 (2002), no. 2, 69–72.
- Dezső G.: Fixed point theorems in generalized metric spaces, Pure Math. Appl. 11 (2000), no. 2, 183–186.
- Dezső G., Mureşan, V.: Fixed points of mappings defined on 2-metric spaces, Studia Univ. Babeş-Bolyai Math. 26 (1981), no. 3, 50–55.